# Broschur

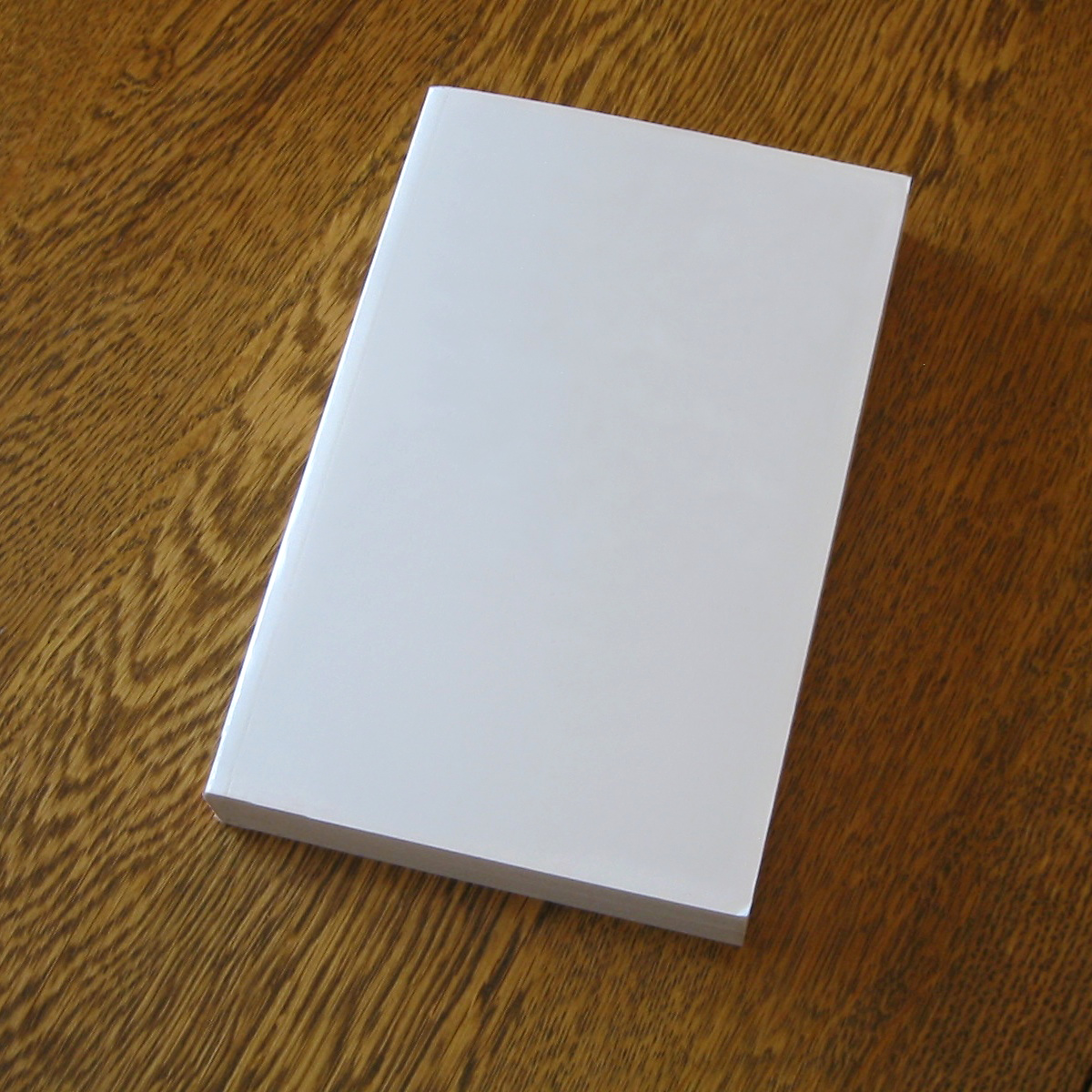
Unbedruckte Broschur (Blindband)

Eine Broschur (Plural: Broschuren) ist ein Druckerzeugnis, bei dem an einen (ursprünglich) gehefteten oder (heute oft) geklebten Buchblock ein meist flexibler Umschlag aus Karton geheftet oder direkt angeklebt ist. Die Broschur steht damit im Gegensatz zum gebundenen Buch (Hardcover, Festeinband, Deckenband), bei dem der Buchblock mit einer Buchdecke zusammengefügt wird. Das Wort Broschur ist auf das französische Verb brocher („aufspießen“, „durchstechen“) zurückzuführen, das von broche („Brosche“) abgeleitet ist. Der Begriff erinnert daran, dass diese Bindeart ursprünglich nur ein Interimseinband war, den der Käufer in der Regel später durch einen höherwertigen Einband nach eigenem Geschmack ersetzen ließ. Im 18. und 19. Jahrhundert wurden broschierte Bände auch ohne Einbanddecke verkauft. Die Bindung lag in der Entscheidung des Käufers. Bücher mit Verlagseinband, d. h. bereits vom Verlag hergestellte einheitliche Bindungen, kamen erst Mitte des 19. Jahrhunderts auf.
Bei Büchern bezeichnet man als Broschur oder Softcover (englisch sowohl paperback als auch softcover) heutzutage eine hochwertige Ausgabe mit einem weichen Umschlag aus Karton. Dagegen hat ein gebundenes Buch eine Buchdecke aus fester Pappe.  Ein Taschenbuch (englisch sowohl paperback als auch softcover als auch pocketbook) hat wie ein broschiertes Buch einen kartonierten Umschlag, ist aber leichter, kleinformatiger, in der Regel klebegebunden und schlechter verarbeitet.
Man unterscheidet zwischen einlagigen, mehrlagigen Broschuren und Einzelblattbroschuren.
Broschuren mit Kartons können mittels Rillen ein flexibles Gelenk nahe dem Buchrücken erhalten, um das Aufklappen zu erleichtern.

## Einlagige Broschuren
Einlagige Broschuren werden aus mehreren nicht gefalzten Blättern zusammengetragen (übereinander gelegt) oder aus mehreren ineinander gesteckten Falzbogen (einer Lage) gesammelt. Sie können seitlich drahtgeheftet (oder bei gesammelten Falzbogen: Drahtrückstich geheftet), mit einer Spirale, Ringen, einer Kordel oder auch mit Leim (Klebebindung) gebunden sein. Für Rechnungsblöcke und Kalender werden Einzelblattbroschuren verwendet, z. B. Collegeblock.

## Mehrlagige Broschuren
Diese werden im Gegensatz zu einlagigen Broschuren aus mehreren Lagen hergestellt. Dabei werden mehrere Lagen übereinander gelegt und am Rücken abgefräst. Dann wird mittels eines Lumbeckgeräts oder durch einen Klebebinder der Buchblock zu beiden Seiten aufgefächert, Leim aufgetragen und zuletzt mit Leim ein Umschlag befestigt. Es gibt auch mehrlagige Broschuren ohne diesen Umschlag, welche aber nicht gebräuchlich sind. Es gibt auch Broschuren, deren Lagen geheftet sind. Man spricht von fadengehefteter Broschur. Diese entspricht der früheren Interimsbroschur.

## Einzelblattbroschur
Sie besteht aus ungefalzten Einzelblättern. Damit können unterschiedliche Papiersorten oder Materialien aufeinander folgen.

## Arten von Broschuren

### Weichbroschur (einfache Broschur)
Broschur mit 4-fach (auch 2-fach möglich) gerilltem Umschlag. Ein Kartonumschlag wird um den Buchblock gelegt. Dies ist die einfachste und am häufigsten verwendete Broschurenart, welche zum Beispiel für Taschenbücher benutzt wird oder für kurzlebige, preiswerte Aufträge.

### Englische Broschur
Eine Broschur mit einem unbedruckten Kartonumschlag, um den ein bedruckter Schutzumschlag gelegt ist, der vorn und hinten eingefalzte Klappen aufweist. Am Rücken ist der Schutzumschlag in der Regel am Kartonumschlag angeklebt. Diese etwas aufwendigere Broschurgestaltung findet man bei bibliophileren Werken, Festschriften etc.

### Französische Broschur (Breitklappenbroschur)
Um einen bedruckten klebegebundenen oder fadengehefteten Buchblock wird ein bedruckter Umschlag aus Karton geklebt, der sowohl vorn als auch hinten eine jeweils nach innen umgeschlagene Klappe aufweist.

### Steifbroschur (Bibliotheksbroschur)
Die steifen Broschuren sind eine Zwischenform von der weichen oder Karton-Verlagsbroschur und dem Halb- oder Ganzgewebeband. Es genügt doppeltes Vorsatz ohne Gewebefalz. Abpressen und Hinterkleben entfällt, die Pappdeckel werden auf das Vorsatz kaschiert. Die Dicke der grauen Buchbinderpappe richtet sich nach der Dicke des Buches. Der mit dem Pappdeckel versehene Buchblock wird vorn beschnitten, der Geweberücken wird fest auf den Buchblockrücken geklebt, Papierbezug mit Vordereinschlag, danach oben und unten beschnitten. (RAL-RG 495)

Schweizer Broschur, der Leimstreifen ist grün dargestellt

### Schweizer Broschur
Bei der Schweizer Broschur ist der Buchblock am Rücken mit einem Gewebestreifen eingefasst. Der äußere Kartonumschlag klebt nicht am Rücken des Buchblockes, sondern mit einem schmalen Streifen an der letzten Seite (in der Abbildung grün). Dies verbessert das Aufschlagverhalten der Broschur erheblich. Die Schweizer Broschur wird zur Gruppe der Lay-Flat-Broschuren gezählt.

### Integralbroschur
Integralbroschur, auch Flexobroschur, ist eine Mischung aus Festeinband und Broschur und sieht eher wie ein Festeinband aus. Sie hat eingeschlagene Kanten und einen sich beim Aufschlagen öffnenden Rücken. Sie hat keine zusätzlich verstärkenden Deckelpappen und keine Rückeneinlage. Die Decke besteht aus einem einzigen eingeschlagenen, eher flexiblen Einbandkarton. Die Deckenkanten stehen wie bei einem Hardcover über. Die Integralbroschur kann mit Vorsatz, Kapitalband und Lesezeichen versehen sein.